# Прыгунов, Роман Львович
Рома́н Льво́вич Прыгуно́в (род. 26 мая 1969, Москва) — российский кинорежиссёр, сценарист, режиссёр видеоклипов, режиссёр рекламы.

## Биография
Родился 26 мая 1969 года в Москве в семье актёра Льва Прыгунова и Элеоноры Уманец. Дед по материнской линии, Роман Емельянович Уманец, во время Великой Отечественной войны был заместителем председателя Госснаба СССР, затем заместителем министра автомобильной промышленности СССР (арестован в 1949 году, освобождён в 1953 году, умер в 1954 году).
Когда Роману было 8 лет, его мать погибла в автокатастрофе в Риге. Поскольку отец в силу своей профессии не мог уделять ему достаточно внимания, то два года после этого Роман жил с бабушкой по отцовской линии, а затем на три года отец поместил его в московскую школу-интернат № 38 (восьмилетка) с английским языковым уклоном, где учились и жили много детей работников кино, театра, телевидения и радиовещания.
Служил в Советской Армии в танковых войсках (воинское звание — старшина). В 1992—1996 годах работал режиссёром на студии «Art Pictures», снимал музыкальные видеоклипы и телевизионную рекламу.
В 1996 году вместе с Филиппом Янковским стал соучредителем рекламного агентства «Пропаганда». С 1999 года — кинорежиссёр, сотрудничает с агентством «Central Partnership», снимает музыкальные видеоклипы и телерекламу. В 2002 году снял свой первый игровой кинофильм «Одиночество крови».
Увлечения — сноуборд, о котором снял несколько документальных фильмов. Посетил антарктическую станцию «Беллинсгаузен».

## Фильмография
- 2002 — Одиночество крови — режиссёр
- 2008 — Индиго — режиссёр
- 2012 — Духless — режиссёр
- 2014 — Белая лилия — режиссёр
- 2015 — Духless 2 — режиссёр
- 2015 — Без границ — режиссёр
- 2019 — Мёртвое озеро — режиссёр, сценарист
- 2019 — Миллиард — режиссёр
- 2019 — Магомаев (совместно с Д. Ю. Тюриным) — режиссёр
- 2019 — Самки богомола — режиссёр
- 2020—2022 — Беспринципные — режиссёр
- 2023 — Беспринципные в деревне — режиссёр

## Награды
- Приз «Золотое яблоко» фестиваля «Поколение» (1996) за видеоклип Валерии (MTV)
- Два приза за лучшую компьютерную графику в видеоклипе (1997)
- Приз зрительских симпатий фестиваля «Поколение»